# باكو خيميز
باكو خيميز (الإسبانية: Paco Jémez)؛ (18 أبريل 1970، و8 أغسطس 1970 — ) هو لاعب كرة قدم، ومدرب كرة قدم إسباني، من مواليد مدينة لاس بالماس دي غران كناريا، لعب في مركز مدافع.

## وصلات خارجية
- باكو خيميز على موقع الاتحاد الدولي (مؤرشف)  (الإنجليزية)
- باكو خيميز على موقع قاعدة بيانات كرة القدم.إي يو (الإنجليزية)
- باكو خيميز على موقع ناشيونال فوتبول تيمز (الإنجليزية)
- باكو خيميز على موقع عالم كرة القدم.نت (الإنجليزية)